# Clean Out of Our Minds
Clean Out of Our Minds è un album del gruppo musicale The Great Unwashed, un progetto collaterale dei The Clean al quale presero parte Hamish e David Kilgour con Peter Gutteridge; venne pubblicato in Nuova Zelanda nel 1983 dalla Flying Nun Records. L'album venne registrato a casa dei fratelli Kilgour a Christchurch. Nel 1992 l'album venne ristampato insieme al primo EP del gruppo, Singles, all'interno di un album antologico, Collection; l'album venne poi pubblicato negli USA nel 2012 dalla Exiled Records.

## Tracce
1. Hello Is Ray There?
2. Meanwhile
3. Small Girl
4. Thru' the Trees
5. Yesterday Was
6. Toadstool Blues
7. Untitled
8. What You Should Be Now
9. It's a Day
10. Hold on to the Rail
11. What You're Thinking Now
12. Obscurity Blues
13. Quickstep
14. What Happened Ray?

## Musicisti
- David Kilgour: chitarra, basso, voce e organo
- Hamish Kilgour: chitarra, batteria, voce, percussioni, basso